# As One Aflame Laid Bare by Desire
As One Aflame Laid Bare by Desire è il settimo album discografico del gruppo musicale statunitense Black Tape for a Blue Girl, pubblicato nel 1999 dalla Projekt Records.

## Tracce
Tutti i brani sono di Sam Rosenthal e Julianna Towns, eccetto dove indicato.
1. As One Aflame Laid Bare by Desire - 7:20
2. Given: The Waterfall, The Illuminating Gas - 4:20 (Rosenthal/Lisa Feuer)
3. Entr'acte (The Garden Awaits Us) - 1:33 (Rosenthal/Feuer)
4. Tell Me You've Taken Another - 5:18
5. Entr'acte (The Carnival Barker) - 1:00
6. Dream - 1:53
7. The Apotheosis - 6:19
8. Russia - 6:41
9. Your One Wish - 1:29
10. Dulcinea - 6:15
11. The Green Box - 6:38
12. Denouement/Denouncement 6:53
13. The Passage - 15:48

## Formazione
- Sam Rosenthal - tastiere
- Oscar Herrera - voce
- Julianna Towns - voce
- Lisa Feuer - flauto
- Vicki Richards - violino, chitarra
- Mera Roberts - violoncello
- Nick Pagan - clavicembalo